# Klaus Sühl

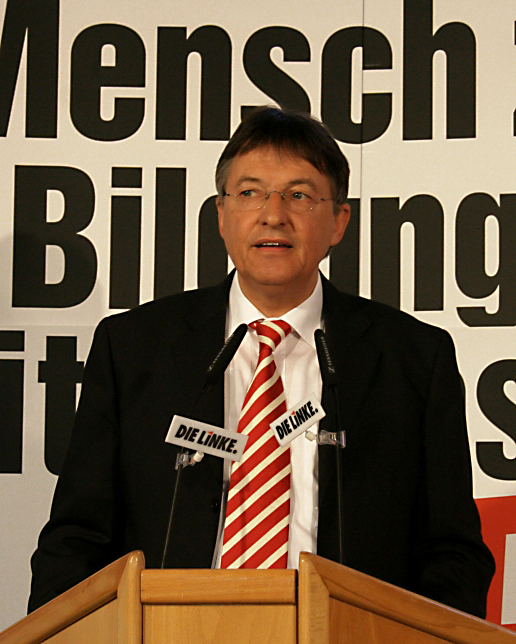
Klaus Sühl, 2009

Klaus Sühl (* 28. September 1951 in Eddelstorf) ist ein deutscher Politikwissenschaftler und Politiker (BSW, bis 2024 Die Linke). Von Dezember 2014 bis März 2020 war er Staatssekretär im Ministerium für Infrastruktur und Landwirtschaft in Thüringen.

## Leben

### Ausbildung
Klaus Sühl besuchte die Volksschule in Eddelstorf, die Mittelschule in Bad Bevensen und von 1964 bis 1970 bis zum Abitur das Gymnasium Johanneum in Lüneburg.
1970 ging er zum Studium der Politischen Wissenschaft an die Freie Universität Berlin (FU Berlin) und schloss das Studium als Diplom-Politologe mit dem Gesamturteil sehr gut ab.
1986 folgte die Promotion zum Doktor der Philosophie am Fachbereich Politische Wissenschaft der FU Berlin mit dem Prädikat magna cum laude.

### Beruf
Klaus Sühl lehrte und forschte bis 1991 als Wissenschaftlicher Mitarbeiter am Zentralinstitut für sozialwissenschaftliche Forschung der FU Berlin.
Von 1991 bis 1992 war Klaus Sühl als Geschäftsführer für die Deutsche Gesellschaft tätig, einen überparteilichen Bürgerverein zur Förderung politischer, kultureller und sozialer Beziehungen in Europa. Sühl war Anfang der 1990er Jahre auch Landesvorsitzender des Humanistischen Verbands Deutschlands.
Von 1992 bis 1995 arbeitete er wieder an der FU Berlin. Dort leitete er unter anderem im Auftrag des Berliner Senators für kulturelle Angelegenheiten das Projekt zur Herausgabe des Gedenkbuches für die jüdischen Opfer des Nationalsozialismus in Berlin.
Von 1995 bis 1996 war Klaus Sühl Geschäftsführer der Human Gaststätten und Kultur GmbH, (Ermelerhaus, Café Rix), Berlin. Von 1996 bis 2001 war er Direktor des Europäischen Informationszentrums im Jean-Monnet-Haus in Berlin.

### Politik
2001 bis 2006 war Klaus Süh als Parteiloserl Staatssekretär des Ministeriums für Arbeit, Bau und (ab 2002 auch) Landesentwicklung der rot-roten Landesregierung von Mecklenburg-Vorpommern. Mit dem Ende der Koalition von SPD und Linkspartei PDS in Schwerin wurde Klaus Sühl im November 2006 in den einstweiligen Ruhestand versetzt. Im Juni 2007 trat er in die LINKE ein und arbeitete als Berater der Bundestagsfraktion Die Linke auf dem Gebiet Arbeitsmarktpolitik. Er ist seit 2007 Mitglied der Zukunftskommission der Rosa-Luxemburg-Stiftung.
2008 bis 2009 arbeitete Sühl als Fraktionsgeschäftsführer der Linksfraktion im Sächsischen Landtag. Vom 1. August 2010 bis 31. Oktober 2011 war Sühl für das Land Brandenburg tätig, wo er in der Vertretung des Landes Brandenburg beim Bund das Referat Innen, Recht und Europa leitete. Ab 1. November 2011 war Sühl bei der Rosa-Luxemburg-Stiftung beschäftigt und leitete seit dem 1. Mai 2012 das Büro der Rosa-Luxemburg-Stiftung in Brüssel.
Am 5. Dezember 2014 wurde er zum Beamteten Staatssekretär des Ministeriums für Infrastruktur und Landwirtschaft im rot-rot-grünen Kabinett Ramelow I von Thüringen ernannt. Im März 2020 wurde er in den einstweiligen Ruhestand versetzt.
Im Mai 2024 trat Sühl aus der Partei Die Linke aus. Seit August 2024 ist er Mitglied des BSW.

### OB-Kandidat und Stadtrat in Dresden
Am 5. November 2007 wurde Sühl vom Stadtvorstand der Partei Die Linke Dresden einstimmig den Mitgliedern der Partei als ihr Oberbürgermeisterkandidat für die Wahl am 8. Juni 2008 vorgeschlagen. Der Stadtparteitag nominierte Klaus Sühl am 26. Januar 2008 mit 98,6 Prozent als den Oberbürgermeisterkandidaten für Die Linke.
Mit 14,47 Prozent erreichte Klaus Sühl bei der Oberbürgermeisterwahl am 8. Juni 2008 das zweitbeste Ergebnis, allerdings mit deutlichem Abstand zur CDU-Kandidatin Helma Orosz (47,61 Prozent). Da jedoch im ersten Wahlgang eine absolute Mehrheit für die Wahl zum Oberbürgermeister benötigt wird, kam es am 22. Juni 2008 zu einem zweiten Wahlgang, in dem Sühl (31,12 Prozent) neben drei weiteren Bewerbern gegen Orosz (64,04 Prozent) unterlag.
Bei den Kommunalwahlen im Juni 2009 wurde Sühl in den Dresdner Stadtrat gewählt, aus dem er im September 2010 aus beruflichen Gründen wegen seines Wechsels in die Vertretung des Landes Brandenburg beim Bund ausschied.

### Sonstiges
Von 1993 bis 1995 war Klaus Sühl Bundesvorsitzender des Humanistischen Verbands Deutschlands. Er ist verheiratet und hat zwei Töchter.

## Veröffentlichungen
- Leo Bauer. Karrieren eines Außenseiters. 1983, ISBN 3-8012-1126-6
- Autoritäre Tradierung und Demokratiepotential in der sozialdemokratischen Arbeiterbewegung. 1984, ISBN 3-8046-8631-1
- SPD und öffentlicher Dienst in der Weimarer Republik. 1988, ISBN 3-531-11869-2
- Feste der Arbeiterbewegung. 100 Jahre Jugendweihe. 1988, ISBN 3-88520-296-4
- Auf dem Weg nach Europa. Europäische Perspektiven nach dem Ende des Kommunismus. 1994, ISBN 3-531-12563-X
- Vergangenheitsbewältigung 1945 und 1989. Ein unmöglicher Vergleich?. 1994, ISBN 3-353-01003-3
- Gedenkbuch Berlins der jüdischen Opfer des Nationalsozialismus: Ihre Namen mögen nie vergessen werden!. 1995, ISBN 3-89468-178-0
- Studien zur Arbeiterbewegung und Arbeiterkultur in Berlin. 1998, ISBN 3-89166-737-X